# Uruachi
Uruachi é um município do estado de Chihuahua, no México.
Em 2010, possuía uma população de 8.200 habitantes.
1. ↑  «Uruachi». Catálogo de Localidades. Secretaría de Desarrollo Social (SEDESOL). Consultado em 23 de abril de 2014